# Solange d'Ayen
Solange d'Ayen, née le 5 avril 1898 à Amiens et morte le 3 novembre 1976 dans le 13e arrondissement de Paris,, est une journaliste et aristocrate française, rédactrice mode de l'édition française du magazine Vogue,.

## Biographie

### Naissance et famille
Fille de Camille de Labriffe, comte de Labriffe (1859–1930) et de la comtesse, née Anne-Marie de Vassart d'Hozier (1867–1949),. Elle avait une sœur aînée, Marie de Labriffe (1893–1985).

### Mariage avec Jean de Noailles, le duc d'Ayen
Solange d'Ayen épouse à Paris, le 16 juin 1919, Jean Maurice Paul Jules de Noailles, duc d'Ayen (1893–1945). Ils habitaient au Château de Maintenon et ont deux enfants : Geneviève Hélène Anne Marie Yolande de Noailles (1921–1998), qui épouse en 1947 Jean Gaston Amaury Raindre (1924) et Adrien Maurice Edmond Marie Camille de Noailles (1925–9 octobre 1944), engagé volontaire, mort pour la France dans les Vosges,.

### Carrière
À la fin des années 1920 époque vers laquelle elle divorce, elle commence à travailler pour l'édition française du magazine Vogue comme consultante en mode,. Cliente de haute couture, elle amène au sein de la publication une « caution aristocratique [et] intellectuelle ». Elle devient plus tard la rédactrice de mode du magazine,,. En octobre 1928, elle signe ses articles sous le nom de Solange d'Ayen. Elle a collaboré également pour le Vogue américain,,,. La journaliste irlandaise Carmel Snow, qui travaille pour Vogue à cette époque, dit de Solange d'Ayen : « elle était la personne sur laquelle je voulais le plus à cette époque me façonner ». Solange d'Ayen avait de bonnes relations dans le cercle social parisien connu sous le nom de « le tout Paris » et a présenté Carmel Snow à plusieurs membres de l'élite parisienne.
En 1935, Solange d'Ayen aide la rédactrice en chef de Vogue, Edna Woolman Chase, à persuader le peintre français Christian Bérard de travailler pour le magazine en tant qu'illustrateur de mode.
Solange d'Ayen travaille comme rédactrice de mode pour le Vogue française jusqu'aux années 1940 : au milieu de cette année, elle quitte Paris face à l'avancée des Allemands, le magazine étant alors mis en sommeil par Michel de Brunhoff. En 1949, elle dirige la maison de couture de Robert Piguet.
En 1951, elle devient rédactrice du magazine Maison & Jardin.

## Vie privée
Solange d'Ayen était une amie proche de plusieurs artistes comme la couturière française Coco Chanel, le couturier suisse Robert Piguet, le peintre français Christian Bérard, et aussi de la photographe américaine Lee Miller,.

### Prisonnier de guerre pendant la Seconde Guerre mondiale
Le mari de Solange d'Ayen, Jean de Noailles, était membre de la Résistance française pendant la Seconde Guerre mondiale et fut arrêté par la Gestapo le 22 janvier 1942, à la suite d'une dénonciation anonyme,. Il meurt au camp de concentration de Bergen-Belsen le 14 avril 1945, la veille de la libération du camp par l'Armée britannique,. Solange a également été arrêtée par les nazis en 1942 et envoyée à la prison de Fresnes, alors que sa famille et ses amis comme Lee Miller ne savaient pas ce qui lui était arrivé. On disait que Solange d'Ayen « n'était plus que l'ombre d'elle-même » lorsque Lee Miller la retrouva après la guerre,. En 1952, le tribunal militaire de Paris condamne Suzanne Provost, collaboratrice de la Gestapo accusée d'avoir dénoncé Jean de Noailles, à vingt ans de réclusion. En 1954, Solange d'Ayen accuse formellement Helmut Knochen, le chef de la Gestapo pour la France occupée, d'avoir séquestré son mari.
Le couturier français Hubert de Givenchy, qui rencontre Solange d'Ayen alors qu'il était apprenti chez Robert Piguet, la décrit comme une « grande beauté », qui avait « un goût classique », et a également déclaré qu'elle s'est toujours habillée en noir parce qu'elle avait perdu son mari et son fils à la guerre.

### Mort
Solange d'Ayen décède à l'âge de 78 ans le 3 novembre 1976 dans le 13e arrondissement de Paris. Elle est enterrée au château de Maintenon.

## Dans les arts

### Musique
En 1939, le compositeur et pianiste français Francis Poulenc dédie sa chanson Fleurs à Solange d'Ayen,.

### Cinéma
En 2023, Marion Cotillard interprète Solange d'Ayen dans le film biographique Lee Miller d'Ellen Kuras, qui retrace la vie de la photographe américaine Lee Miller pendant la Seconde Guerre mondiale.